# 安守魯
安守魯，貴州思南人，明朝政治人物。

## 生平
嘉靖三十一年（1552年）壬子科貴州鄉試第五名舉人（《禮記》經魁），任湖廣漢陽府儒學教授，陞河南伊陽縣知縣。